# Kouflu Alazar
Kouflu Alazar (ur. 25 lipca 1931 w Addi Hezbaye) – etiopski kolarz szosowy, olimpijczyk.
Uczestnik Letnich Igrzysk Olimpijskich 1960 w Rzymie. Nie ukończył wyścigu indywidualnego na czas, a w drużynowej jeździe na czas zajął 28. pozycję wśród 30 sklasyfikowanych zespołów (członkami zespołu byli także: Geremew Denboba, Amousse Tessema, Negousse Mengistou).